# 마루노우치역 (기요스시)
마루노우치역(일본어: 丸ノ内駅)은 일본 아이치현 기요스시에 위치한 나고야 철도 나고야 본선의 철도역이다. 역 번호는 NH 43이며, 상대식 승강장 2면 2선의 구조를 갖춘 지상역이다.

## 타는 곳
| 서측 | ■ 나고야 본선 | 하행 | 고노미야 · 이치노미야 · 기후 방면                  |
| 동측 | ■ 나고야 본선 | 상행 | 스카구치 · 나고야 · 히가시오카자키 · 도요하시 방면 |

## 이용 현황
- 2013년 기준 : 854명

## 역 주변
- 기요스 마루노우치 우체국

## 인접 역
| 나고야 철도 나고야 본선      | 나고야 철도 나고야 본선 | 나고야 철도 나고야 본선          |
| ---------------------------- | ----------------------- | -------------------------------- |
| NH 42 스카구치 도요하시 방면 | ■ 나고야 본선           | 신키요스 NH 44 메이테쓰기후 방면 |